# Bocca di Magra (De Rocchi)
Bocca di Magra è un dipinto di Francesco De Rocchi. Eseguito nel 1957, appartiene alle collezioni d'arte della Fondazione Cariplo.

## Descrizione
Si tratta di uno scorcio di Bocca di Magra, frazione di Ameglia, giocato sulla vivacità dei colori, stessi a brevi tocchi di pennello, e sullo stile protorinascimentale con cui è raffigurata la chiesetta.

## Storia
Il dipinto venne esposto alla XII edizione del Premio Michetti (1958), e in quell'occasione acquistato dalla Fondazione Cariplo.